# Sideroxylon lanuginosum
Espèce
Statut de conservation UICN

 LC  : Préoccupation mineure
Sideroxylon lanuginosum est une espèce de plantes de la famille des Sapotacées originaire d'Amérique du Nord.